# Eta Herculis
Eta Herculis (η Her / 44 Herculis / HD 150997) es una estrella en la constelación de Hércules de magnitud aparente +3,49. Se encuentra a 112 años luz de distancia del sistema solar.
Eta Herculis es una gigante amarilla de tipo espectral G7.5IIIb con una temperatura superficial de 4900 K. Brilla con una luminosidad 50 veces superior a la luminosidad solar. Su radio, calculado a partir de la medida directa de su diámetro angular por interferometría (0,00256 segundos de arco), es 9,5 veces más grande que el radio solar.
Eta Herculis tiene un bajo contenido en metales, siendo su abundancia relativa de hierro aproximadamente el 60% de la del Sol. Con una masa de 2,3 masas solares, su edad se estima en unos 1000 millones de años, cuando empezó su vida como una estrella blanca de la secuencia principal de tipo A0 similar a Vega (α Lyrae).
Una estrella visualmente cerca, a unos 2 minutos de arco, parece ser solo una compañera óptica, sin que exista una verdadera relación física con Eta Herculis.